# 亀田興毅に勝ったら1000万円
亀田興毅に勝ったら1000万円（かめだこうきにかったらいっせんまんえん）は、AbemaTVのAbemaSPECIAL 2チャンネルで2017年5月7日に配信された特別番組。1000万シリーズの第1弾でもある。

## 概要
AbemaTV1周年記念企画として制作された特別番組で、元プロボクサーの亀田興毅にボクシングで勝てば賞金1000万円を獲得できるという内容である。亀田が4人の挑戦者と対戦する模様が5時間にわたって生配信され、番組の製作スタッフはかつてTBSにて放送されていた『ガチンコ!』の企画、ガチンコファイトクラブと同じであった。
挑戦者は、現役格闘家や元プロボクサーは対象外とされたが、事前に一般公募で募集を行い決定した。合計2983通の応募があり、書類選考、オーディション、予選スパーリングなどを行い4人に絞られた。
生配信に先駆け、2017年5月3日21時より、調印式と対戦相手発表がAbemaTVにて「完全ノーカット放送SP」として配信された。
会場は東京都新宿区にあるスポーツ施設で、出場選手の応援団や関係者のみの観覧となった。亀田にとって約1年半ぶりとなる試合となったが、1試合3分3ラウンド、ヘッドギアと14オンスグローブ着用のルールで行われ、初戦は新宿区歌舞伎町のホスト神風永遠に1ラウンドKO勝ち、2戦目はYouTuberのジョーブログに3ラウンドTKO勝ち、3戦目は現役高校教師の松本諒太に2ラウンドTKO勝ちするが、4戦目は元暴走族総長でアマチュア格闘技大会の「THE OUTSIDER」に出場経験のあるユウタと対戦し、圧倒するもKO勝ちは出来ず試合終了となり勝敗はつかなかった。試合後亀田は、「4連戦は引退している体には厳しい。足がやばかったですね。2試合目くらいから結構足にきていたんですよ。踏み込んだパンチが打てなかったですね」とコメントしている。
なお、2018年1月1日には、同種の企画として、興毅の弟の亀田大毅が素人の挑戦を受ける『亀田大毅に勝ったらお年玉1000万円』がAbemaTVで配信された。
2020年1月1日深夜（2日未明）、『アベマの時間 VS亀田!朝青龍!天心!1000万円シリーズ初の地上波放送!禁断バトル全復活SP』として、テレビ朝日系列（一部地域を除く）にて地上波初放送した。

## ルール
ボクシングルールで1人3分3ラウンドを戦い、挑戦者が亀田にKO勝ちすれば1000万円獲得。試合は挑戦者の安全とバッティングを考慮し両者ともヘッドギアを着用。

## 視聴数
当日の視聴数は延べ1420万回に達し、これまでの最高だった「『極楽とんぼ KAKERUTV』〜24時間AbemaTV生JACK〜」（2017年3月4日 - 3月5日配信）の約350万回を上回り、AbemaTVの視聴数歴代最高記録を更新した。尚、視聴アクセスが殺到し、第一試合の始まる19時40分頃から第2試合の終わる21時頃まで一時サーバーがダウンする事態となった。YouTube LiveややFacebook、Twitterでも同時配信されていた。

## 出演者
- 亀田興毅
- 挑戦者:ジョーブログ
- MC：田村淳(ロンドンブーツ1号2号)
- リングMC：Zeebra
- 進行アシスタント：神田愛花
- 実況：辻よしなり
- 解説：竹原慎二
- リングサイドレポーター：中村静香、大川藍、倉持由香
- スペシャルゲスト：武尊、武井壮、市川美織（NMB48）
- 前説：レアレア